# Gnamptonyx innexa
Gnamptonyx innexa is een vlinder uit de familie van de spinneruilen (Erebidae). De wetenschappelijke naam van de soort is voor het eerst geldig gepubliceerd in 1858 door Walker.
Deze nachtvlinder komt voor in Europa.